# Eutreta frosti
Eutreta frosti es una especie de insecto del género Eutreta de la familia Tephritidae del orden Diptera.

## Historia
Erich Martin Hering la describió científicamente por primera vez en el año 1938.